# Paul Strasburger, Baron Strasburger

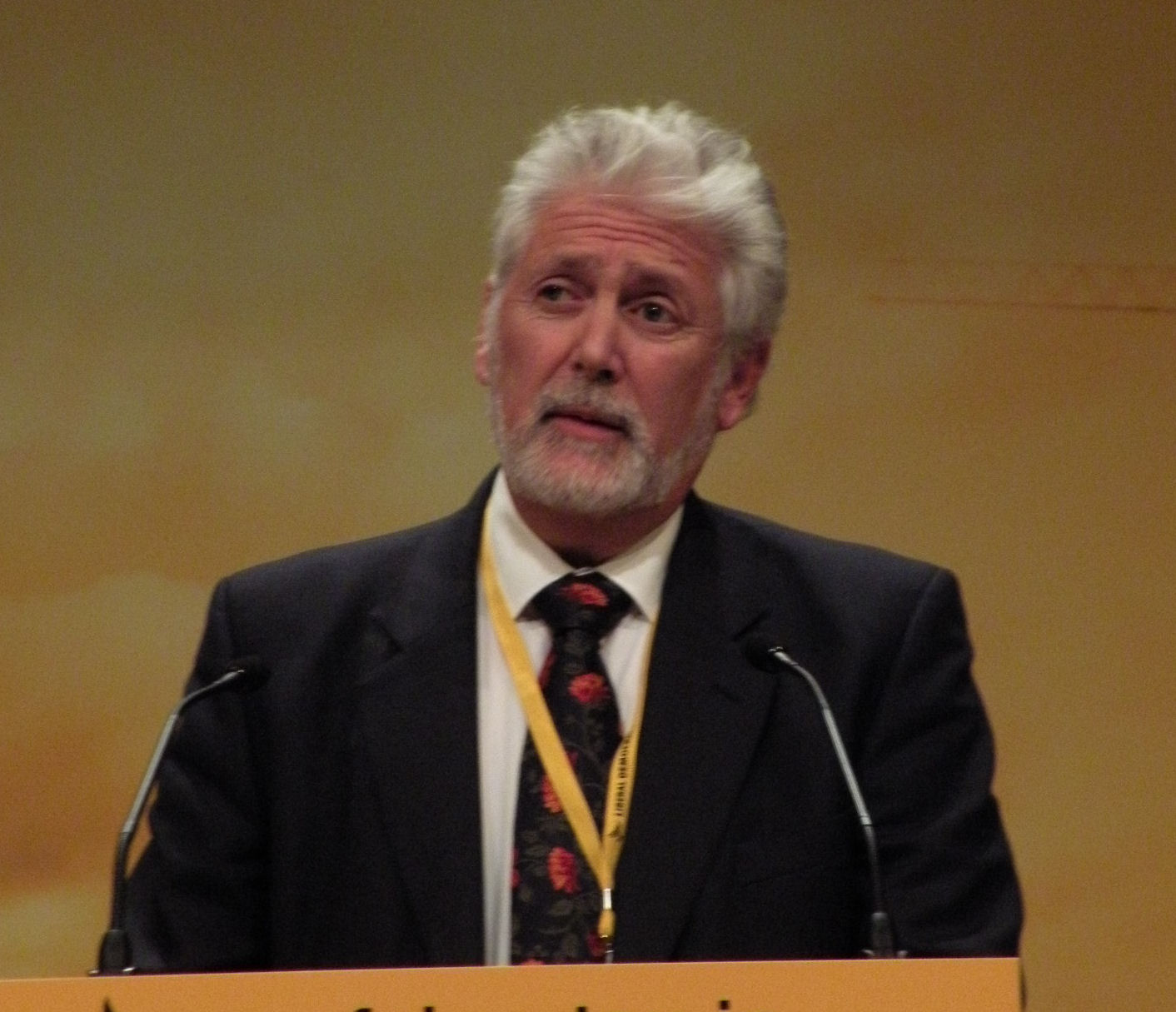
Baron Strasburger, 2012

Paul Cline Strasburger, Baron Strasburger (* 31. Juli 1946) ist ein britischer liberaldemokratischer Politiker, Millionär, Philanthrop und Geschäftsmann im Vorruhestand.

## Politische Aktivitäten mit den Liberaldemokraten
Strasburger engagiert sich in der liberaldemokratischen Partei seit 2005. Am 10. Januar 2011 wurde er als Baron Strasburger, of Langridge in the County of Somerset, zum Life Peer erhoben und erhielt dadurch einen Sitz im House of Lords, den er am 12. Januar 2011 erstmals einnahm.
Strasburger war ein wichtiger Spendengeber für die Liberaldemokraten. Vor seiner Berufung in das House of Lords, hatte er den Liberaldemokraten von 2006 bis 2010 insgesamt 709.900 £ gespendet, darunter 483.625 £ an die zentrale Partei, 170,719 £ an seinen Wahlkreis in Bath, und kleinere Summen für die liberaldemokratischen Parlamentsabgeordneten Menzies Campbell, Don Foster und Chris Huhne, sowie die Parteien in den Wahlkreisen Wells, Eastleigh und North East Somerset. Strasburger hat auch zur Verteidigung von Michael Brown beigetragen, einem inzwischen verurteilten Betrüger, der zwischen 10. Februar und 30. März 2005 2.400.000 £ an die Liberaldemokraten gespendet hat und geflohen ist. Strasburger hatte auch die Kautionssumme für Brown bereitgestellt, die verfiel, als Brown floh.
Im März 2015 schied er vorübergehend freiwillig aus der Fraktion der Liberal Democrats im House of Lords aus und stellte auch seine Bemühungen um Parteispenden ein. Ihm wurde vom Fernsehsender Channel 4 in einer politischen Dokumentation, wie er sagt eine Falle gestellt, in der er erklärte, wie man die strikten Parteispendenauflagen umgehen könne. Der Fernsehsender dokumentierte ebenso, dass die Partei dann gemäß den Ratschlägen Straßburgers eine Summe von 10.000 £ angenommen hat und dass der Parteivorsitzende Nick Clegg den dabei im Auftrag handelnden Spender traf. Die staatliche Wahlkommission wird den Fall nun auf Antrag von Strasburger weiter untersuchen. Straßburger selbst beteuert nichts illegales gemacht zu haben.